# Mullins
Mullins é uma cidade localizada no estado norte-americano de Carolina do Sul, no Condado de Marion.

## Demografia
Segundo o censo norte-americano de 2000, a sua população era de 5029 habitantes.
Em 2006, foi estimada uma população de 4844, um decréscimo de 185 (-3.7%).

## Geografia
De acordo com o United States Census Bureau tem uma área de
7,9 km², dos quais 7,9 km² cobertos por terra e 0,0 km² cobertos por água. Mullins localiza-se a aproximadamente 24 m acima do nível do mar.

## Localidades na vizinhança
O diagrama seguinte representa as localidades num raio de 24 km ao redor de Mullins.